# بكالوريوس هندسة

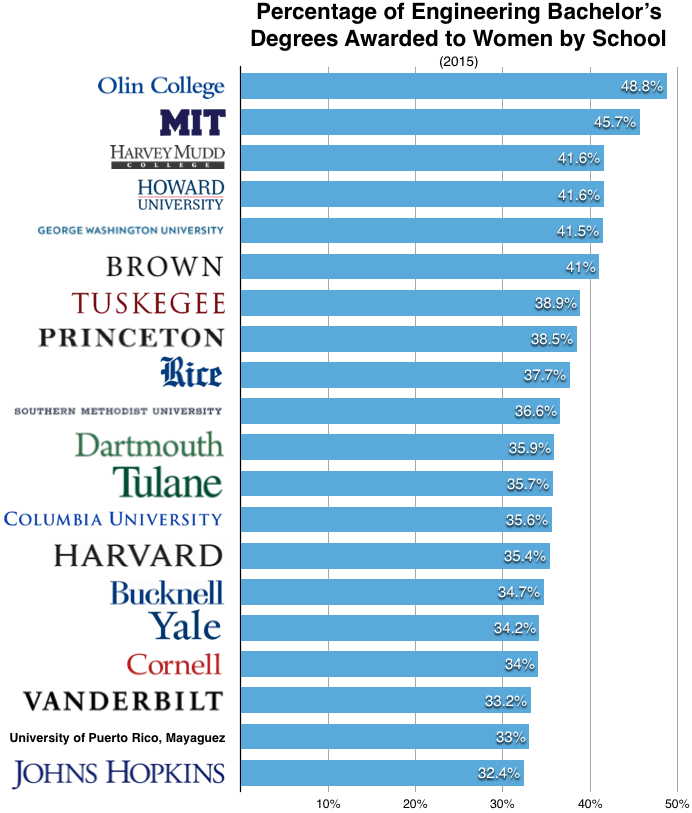
نسب الكليات التي اعطت شهادة البكالوريوس في الهندسة للنساء

بكالوريوس الهندسة (بالإنجليزية: Bachelor of Engineering)‏ هي شهادة جامعية تعرف اختصارًا باسم B.E أو B.Eng. أو B.A.I في شكل لاتيني، هي أول درجة أكاديمية جامعية مهنية تمنح للطالب بعد ثلاث إلى خمس سنوات من دراسة الهندسة في جامعة معتمدة. في المملكة المتحدة، يتم اعتماد الشهادة من قبل إحدى المؤسسات الهندسية المهنية التابعة لمجلس الهندسة باعتبارها مناسبة للتسجيل كمهندس أو مهندس معتمد مع مزيد من الدراسة لمستوى الماجستير. في كندا، يمكن اعتماد شهادة من جامعة كندية من قبل مجلس الاعتماد الهندسي الكندي (CEAB). بدلاً من ذلك، قد يتم اعتمادها مباشرةً من قبل مؤسسة هندسية مهنية أخرى، مثل معهد مهندسي الكهرباء والإلكترونيات (IEEE) ومقره الولايات المتحدة. يساهم في التخرج إلى مهندس أو مهندس محترف مرخص ويتم الموافقة عليه من قبل ممثلي المهنة.

## بكالورويس الهندسة
شهادة البكالوريوس في الهندسة تكون للتركيز أكبر على الرياضيات والعلوم، للسماح للمهندسين بالانتقال من تخصص إلى آخر، مثل الهندسة البحرية. وهو مهندس بحري لمعرفة الهندسة الميكانيكية والكيميائية والكهربائية والمدنية. إذا كان هناك مهندس يقيم في تخصص واحد، فمن المحتمل أن يكون أفضل مع بكالوريوس،
معظم الجامعات في الولايات المتحدة وأوروبا تمنح درجة البكالوريوس في هندسة العلوم (بكالوريوس العلوم)، وبكالوريوس الهندسة (B.Eng)، وبكالوريوس العلوم الهندسية (B.Eng.Sc)، وبكالوريوس العلوم في الهندسة (B.S.E) أو بكالوريوس العلوم التطبيقية (B.A.Sc) درجة لطلاب المرحلة الجامعية الأولى من دراسة الهندسة. على سبيل المثال، كندا هي الدولة الوحيدة التي تمنح درجة B.A.Sc لتخرج المهندسين. تمنح المؤسسات الأخرى درجات علمية هندسية خاصة بمجال الدراسة، مثل B.S.E.E (بكالوريوس العلوم في الهندسة الكهربائية) و B.S.M.E (بكالوريوس العلوم في الهندسة الميكانيكية).
في كندا الناطقة بالفرنسية، ولا سيما كيبيك، يشار إلى بكالوريوس الهندسة ب. (Baccalauréat en ingénierie).
يعد البكالوريا في الاداب الهندسية أقل شيوعًا وربما أقدم مجموعة متنوعة في العالم الناطق باللغة الإنجليزية، وهو اسم لاتيني يعني بكالوريوس في فن الهندسة. هنا يشير باكالوريوس في الاداب الهندسية إلى التميز في تنفيذ «الفن» أو «الوظيفة» للمهندس، أصبحت أكثر يشار إليها عادةً باسم بكالوريوس الهندسة، كما يستخدم خريجو NUI أيضًا المترجمين بعد اللغة الإنجليزية، BE ، على الرغم من أن الدرجة الفعلية وشهادة جامعية لها هي اللاتينية، وتشير بعض جامعات جنوب إفريقيا إلى شهاداتها الهندسية باسم B.Ing.

## فروع الهندسة
- الهندسه المدنية
- هندسه العمارة
- هندسة الإتصالات
- هندسه الكهرباء
- الهندسه الميكانيكية
- هندسة طبيه - و هي تتعامل مع الأجهزة الطبيه تحديدا
- هندسة الطيران
- الهندسة الزراعية
- هندسة السيارات
- هندسة حيوية - بما في ذلك الكيمياء الحيوية والطبية الحيوية والنظم الحيوية والجزيئات الحيوية
- الهندسة الكيميائية - تتعامل مع عملية تحويل المواد الخام أو المواد الكيميائية إلى أشكال أكثر فائدة أو قيمة
- التكنولوجيا النظيفة - استخدم الطاقة والمياه والمواد الخام والمدخلات الأخرى بشكل أكثر كفاءة وإنتاجية. إنشاء كمية أقل من النفايات أو السمية وتقديم أداء مساو أو متفوقة.
- هندسة الحاسوب
- هندسة وعلوم الحاسوب
- هندسة بترول

## الاختلافات الدولية
أستراليا
في أستراليا، بكالوريوس الهندسة (BEng) هي دورة دراسية لمدة أربع سنوات في المرحلة الجامعية ومؤهل مهني. وهو متاح أيضًا كدورة شطيرة مدتها ست سنوات (حيث يُطلب من الطلاب أداء فترة من الالتحاق المهني كجزء من الدرجة) أو دورة بدوام جزئي لمدة ثماني سنوات في بعض الجامعات. يعتمد معهد المهندسين، أستراليا (مهندسو أستراليا) دورات للحصول على درجات علمية، كما أن خريجي الدورات المعتمدة مؤهلون للحصول على عضوية المعهد. قد يبدأ خريجو بكالوريوس الهندسة العمل كمهندس دراسات عليا بعد التخرج، على الرغم من أن البعض قد يختار إجراء مزيد من الدراسة مثل درجة الماجستير أو الدكتوراه. عادةً ما يتم الحصول على وضع مهندس محترف معتمد (CPEng) أو متطلبات تسجيل الدولة المختلفة في السنوات اللاحقة. يُشار إلى الخريجين الحاصلين على مؤهلات هندسية رسمية في أستراليا على أنهم مهندسون محترفون لتمييزهم عن غيرهم من المهن التي يستخدم فيها مصطلح «المهندس» بشكل فضفاض.
بنغلاديش
في بنغلاديش، بكالوريوس العلوم في الهندسة بكالوريوس (الهندسة) هي شهادة جامعية لمدة أربع سنوات في الدراسات العليا. الأهلية للدخول هي 12 سنة من التعليم المدرسي في ظل خلفية العلوم. عادةً ما تكون السنة الأولى (الفصلان الأولان) مشتركة بين جميع الفروع ولديها نفس الموضوعات الدراسية. دورات تحويل بعد السنة الأولى. وسيط التدريس والامتحان هي اللغة الإنجليزية. بشكل عام، تقدم الجامعات في بنغلاديش درجة الهندسة في الفروع التالية: علوم وهندسة الكمبيوتر، الهندسة المدنية، الهندسة الميكانيكية، هندسة الميكاترونيك، الهندسة الكهربائية والإلكترونية، هندسة الإنتاج والإنتاج، هندسة المعلومات والاتصالات، علوم وهندسة المواد، الهندسة النووية، الهندسة الكيميائية، هندسة النسيج، هندسة الطيران، هندسة الإلكترونيات والاتصالات، الهندسة الطبية الحيوية، هندسة الأغذية، هندسة الجلود والهندسة الزراعية. تتولى وزارة التعليم (بنغلاديش)، الجامعة المتحدة وحكومة بنغلاديش مسؤولية اعتماد كليات الهندسة والفروع / الدورات. يمكن فقط للجامعات التي تمت الموافقة عليها من قبل هذه الهيئات منح شهادات صالحة من الناحية القانونية ويتم قبولها كمؤهلين للوظائف في القطاعين الحكومي والخاص.
كندا
في كندا، تشمل الدرجات الممنوحة للدراسات الهندسية الجامعية: بكالوريوس الهندسة (B.Eng. أو BE ، حسب المؤسسة التعليمية)؛ و Baccalauréat en génie (B.Ing. المعادل الفرنسي ل B.Eng. ؛ يشار إليها أحيانًا باسم Baccalauréat en ingénierie)؛ بكالوريوس في العلوم التطبيقية (BASc.)؛ وبكالوريوس العلوم في الهندسة (بكالوريوس العلوم).
يحدد مجلس الاعتماد الهندسي الكندي (CEAB)، وهو قسم من مهندسي كندا، ويحافظ على معايير الاعتماد بين البرامج الهندسية الكندية الجامعية. يعتبر خريجو هذه البرامج من قبل المهنة أن لديهم المؤهلات الأكاديمية المطلوبة للترخيص كمهندسين محترفين في كندا. [10] تهدف هذه الممارسة إلى الحفاظ على معايير التعليم وإتاحة تنقل المهندسين في مختلف مقاطعات كندا. [11]
شهادة CEAB المعتمدة هي الحد الأدنى للمتطلبات الأكاديمية للتسجيل كمهندس احترافي في أي مكان في البلاد والمعيار الذي تقاس به جميع المؤهلات الأكاديمية الهندسية الأخرى. [12] التخرج من برنامج معتمد، والذي عادةً ما يتضمن أربع سنوات من الدراسة، هو الخطوة الأولى المطلوبة لتصبح مهندسًا محترفًا. يتم تحقيق التنظيم والاعتماد من خلال هيئة ذاتية الحكم (يختلف اسمها من مقاطعة إلى أخرى)، والتي يتم منحها السلطة بموجب القانون للتسجيل وتأديب المهندسين، وكذلك تنظيم مجال الهندسة في المقاطعات الفردية.
يجب على خريجي البرامج غير المعتمدة من CEAB إثبات أن تعليمهم يعادل على الأقل خريجو برنامج معتمد من CEAB. [12]
فنلندا
في فنلندا، تمنح جامعات العلوم التطبيقية (ammattikorkeakouloul) شهادات البكالوريوس المهنية (insinööri (amk)). لا تستعد الشهادة تقليديًا لمزيد من الدراسة، ولكن نظرًا لعملية Bologna ، تم تقديم درجة جديدة تمامًا من ylempi insinööri (yamk) للمهندسين الذين يرغبون في مواصلة الدراسة بعد بعض الخبرة العملية. قبل عام 2005، لم تفرق الجامعات الأكاديمية (انظر التعليم في فنلندا) إداريًا بين الدراسات على مستوى البكالوريوس والماجستير وكان مستوى الدبلوماسي insinööri هو المستوى الأول الذي يتم استلامه. بسبب عملية بولونيا، تم تقديم «بكالوريوس العلوم في الهندسة» (tekniikan kandidaatti).
ألمانيا والنمسا
في الألمانية، تسمى شهادة المهندس التقليدي Diplom-Ingenieur (Dipl.-Ing. في النمسا تُستخدم DI أيضًا). يحل هذا محل "Ing. (Grad)"، النموذج القديم في ألمانيا. هذه الدرجة تعادل بشكل عام درجة الماجستير، والتي يجب عدم الخلط بينها وبين درجة الماجيستير القديمة. معظم البرامج التي اعتادت أن تؤدي إلى Dipl.-Ing. درجة تؤدي إلى درجة الماجستير اليوم، حيث يتم التخلص التدريجي من Diplom-Ingenieur كعنوان أكاديمي بسبب عملية بولونيا. ومع ذلك، تواصل بعض الجامعات تسليم ما يسمى شهادات التكافؤ التي تشهد معادلة شهادة Dipl.-Ing. مع ماجستير أدخلت حديثا درجات. تمنح الجامعات التقنية الألمانية درجة بكالوريوس العلوم في الهندسة بدلاً من بكالوريوس الهندسة. الدرجة العلمية.
الهند
في الهند، بكالوريوس الهندسة (BE) هي شهادة جامعية مهنية تمنح بعد إكمال أربع سنوات من الدراسة الهندسية. تقدم العديد من الجامعات الهندية درجة علمية باسم بكالوريوس في التكنولوجيا (B.Tech) بدلاً من BE في التخصصات الهندسية. يقدم المعهد ذو الأهمية الوطنية، مثل المعهد الهندي للتكنولوجيا (IIT) والمعهد الوطني للتكنولوجيا (NIT) أيضًا B.Tech ولكن أيًا كان الاسم المستخدم، تتبع دورة الشهادة المنهج المعياري الذي وضعته لجنة المنح الجامعية في الهند (UGC))، كل مجلس الهند للتعليم الفني (AICTE) والمجلس الوطني للاعتماد (NBA). لا يوجد فرق في أهداف البرنامج ونتائج التعلم من BE و B.Tech. باستثناء التسميات. الأهلية للدخول هي 12 سنة من التعليم المدرسي. عادةً ما تكون السنة الأولى (الفصلان الأولان) مشتركة بين جميع الفروع ولديها نفس الموضوعات الدراسية. دورات تحويل بعد السنة الأولى. وسيط التدريس والامتحان هي اللغة الإنجليزية. بشكل عام، تقدم الجامعات في الهند درجة الهندسة في الفروع التالية: الهندسة المدنية، الهندسة الميكانيكية، الهندسة الكهربائية والإلكترونية، هندسة الإلكترونيات والاتصالات، هندسة الأجهزة والتحكم، علوم وهندسة الكمبيوتر، تكنولوجيا المعلومات، هندسة البترول، الهندسة الكيميائية، التكنولوجيا الحيوية، هندسة المعادن، هندسة الطيران، هندسة الطيران، هندسة الإنتاج، الهندسة الكيميائية الحيوية، الهندسة الطبية الحيوية والهندسة الزراعية . لجنة المنح الجامعية في الهند (UGC)، ومجلس عموم الهند للتعليم الفني (AICTE) والمجلس الوطني للاعتماد (NBA) هي السلطات الحكومية المسؤولة عن الموافقة على كليات الهندسة والفروع / الدورات. يمكن فقط للجامعات التي تمت الموافقة عليها من قبل هذه الهيئات منح شهادات صالحة من الناحية القانونية ويتم قبولها كمؤهلين للوظائف في الحكومة المركزية / الحكومية والقطاع الخاص.
نيبال
في نيبال، بكالوريوس الهندسة (BE) هي دورة دراسية لمدة أربع سنوات في المرحلة الجامعية. الشرط المسبق لهذه الدورة هو إما المستوى الثانوي العالي (10 + 2 علوم) مع تخصص الفيزياء أو مستوى شهادة الكفاءة (PCL) في الهندسة أو العلوم. يقدم معهد الهندسة تحت مظلة جامعة تريبهوف درجة البكالوريوس في العديد من التخصصات مثل هندسة الإلكترونيات والاتصالات، الهندسة الكهربائية، هندسة الكمبيوتر، الهندسة المدنية، الهندسة الميكانيكية، هندسة السيارات، هندسة الجيوماتكس، الهندسة الصناعية، الهندسة الزراعية إلخ. في نيبال مثل جامعة كاتماندو وجامعة بوخارا وجامعة بوربانشال، تقدم جامعة ميد ويسترن درجة البكالوريوس في معظم التخصصات الهندسية المذكورة أعلاه. المدة العادية لاستكمال الدورة 4 سنوات. ومع ذلك، فإن الحد الأقصى للوقت لاستكمال الدورة هو 8 سنوات من وقت التسجيل أو 4 سنوات بعد المدة العادية. يمكن لخريجي درجة البكالوريوس التقدم بطلب للحصول على لقب مهندس (Er.) أو شهادة كمهندس مسجل لهيئة إدارة تسمى مجلس الهندسة النيبالي (NEC). بعد الفحص الدقيق للمتقدمين / المتقدمين، يقدم مجلس الهندسة النيبالي شهادة التسجيل كمهندس عام وهو أمر ضروري لممارسة مهنة الهندسة في نيبال. على سبيل المثال: إذا تخرج طالب يدعى XYZ بدرجة البكالوريوس في هندسة الإلكترونيات والاتصالات من إحدى الجامعات المعتمدة، يتم تسجيله كمهندس عام للإلكترونيات والاتصالات لدى Er. العنوان مكتوب أمام الاسم كـ Er. XYZ
هولندا
في هولندا، تم تقديم شهادة البكالوريوس في الهندسة أيضًا كجزء من تنفيذ عملية بولونيا، كما هو الحال في ألمانيا. يتم تقديم الشهادة فقط من قبل الهولندية Hogeschool-initutions وهو ما يعادل درجة المهندس الهولندي "ingenieur" (ing.). تتضمن دراسة BEng الهولندية دراسة مدتها أربع سنوات وتمنح فقط في مجال هندسة الطيران أو الهندسة الميكانيكية أو هندسة البرمجيات أو الهندسة الصناعية أو الهندسة الكهربائية . الانتهاء من دراسة المهندس الهولندي في مجال الهندسة الكيميائية الحيوية، والهندسة الطبية الحيوية، والهندسة الكيميائية، والهندسة البيئية، وهندسة المواد مع ذلك حصل على درجة بكالوريوس العلوم التطبيقية. تمنح الجامعات التقنية الهولندية درجة بكالوريوس العلوم في الهندسة (BSc) بدلاً من درجة BEng.
باكستان
في باكستان، بكالوريوس الهندسة (BE) أو بكالوريوس العلوم في الهندسة (BS / BSc Engineering) هي شهادة جامعية مهنية لمدة أربع سنوات. الشرط المسبق لهذا البرنامج هو عامين FSc قبل الهندسة أو ثلاث سنوات دبلوم مساعد مشارك (DAE) في مجالات محددة مثل الهندسة الكيميائية، هندسة الإلكترونيات، الهندسة الكهربائية، الهندسة الميكانيكية والهندسة المدنية الخ. مجلس الهندسة الباكستاني (PEC) هي الهيئة الحكومية المسؤولة عن اعتماد شهادات الهندسة الجامعية وتسجيل المهندسين وتنظيم مهنة الهندسة في باكستان. PEC هي إحدى الدول الموقعة بالكامل على اتفاقية واشنطن للاتفاق الدولي للمهندسين المحترفين (IPP).